# اورنج اسکای گلدن هاروست
اورنج اسکای گلدن هاروست (انگلیسی: Orange Sky Golden Harvest) که در گذشته با نام گلدن هاروست شناخته می‌شد یک شرکت مشهور تهیه و توزیع فیلم در هنگ کنگ است.
این شرکت نقش به‌سزایی در توزیع تولیدات سینمایی هنگ کنگ در کشورهای غربی داشته‌است، به‌ویژه آثار بروس لی، جکی چان و سامو هونگ